# Коммель
Коммель (фр. Commelle) — коммуна во Франции, находится в регионе Рона — Альпы. Департамент коммуны — Изер. Входит в состав кантона Кот-Сент-Андре. Округ коммуны — Вьенн.
Код INSEE коммуны — 38121. Население коммуны на 1999 год составляло 598 человек. Населённый пункт находится на высоте от 396  до 587  метров над уровнем моря. Муниципалитет расположен на расстоянии около 440 км юго-восточнее Парижа, 50 км юго-восточнее Лиона, 50 км северо-западнее Гренобля. Мэр коммуны — M. Jean-Marc Francois, мандат действует на протяжении 2008—2014 гг.
Динамика населения (INSEE):